# Гавлова, Ольга

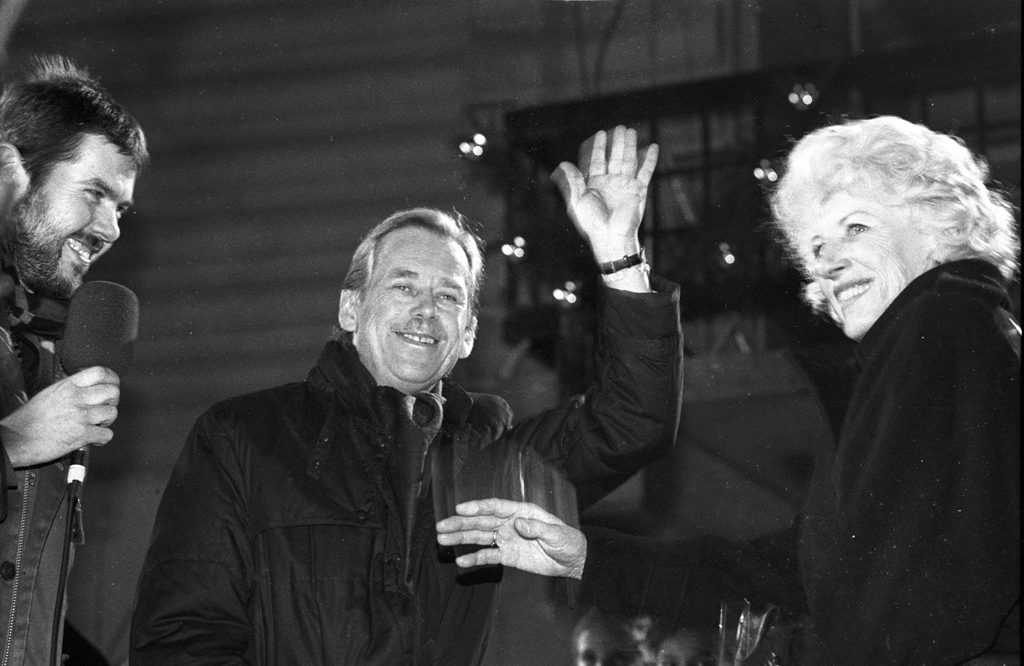
Вацлав Гавел и Ольга Гавлова. около 1995

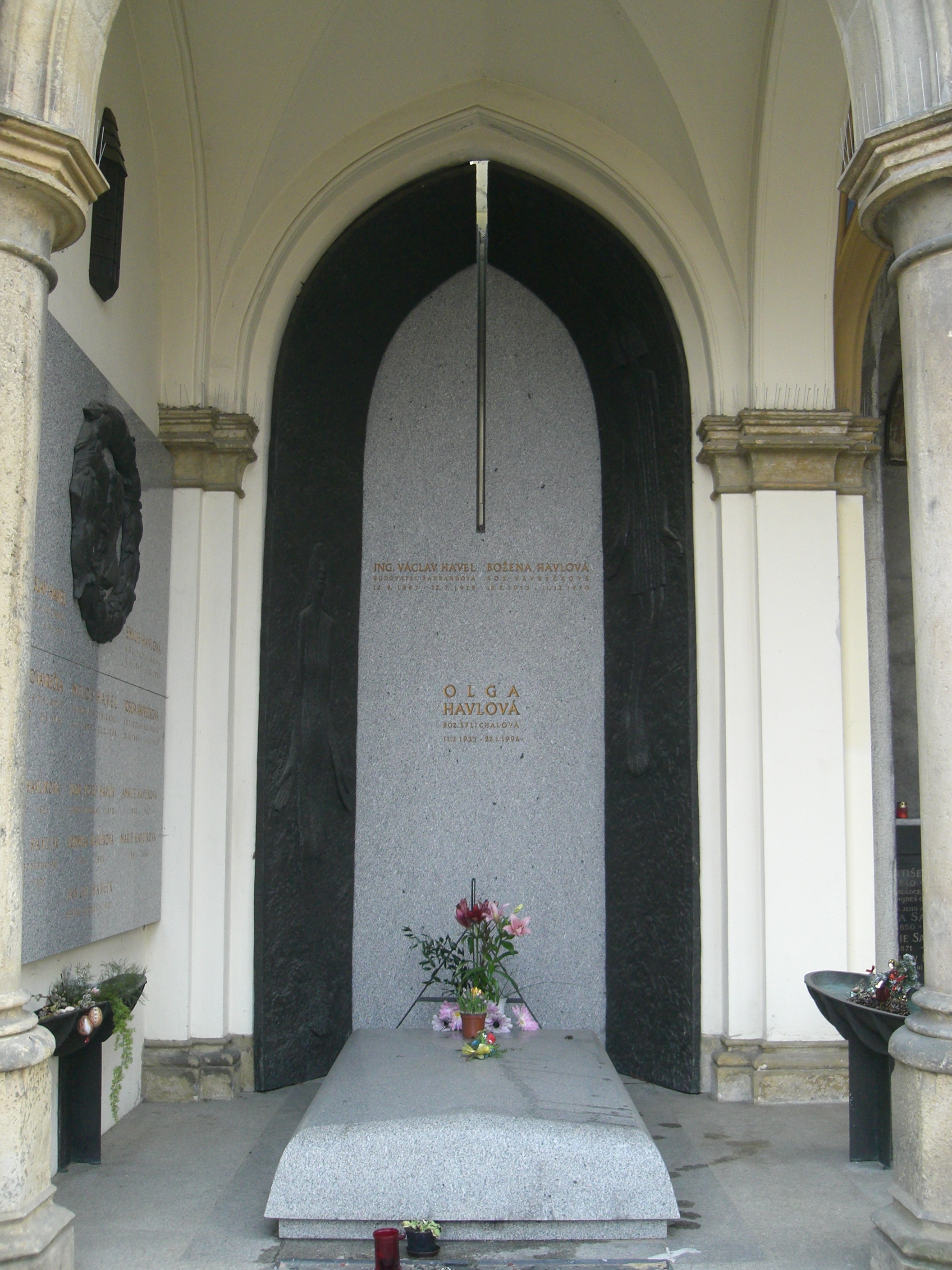
Могила Ольги Гавловой на Кладбище Винограды

Ольга Гавлова урождённая Шплихалова (11 июля 1933, Прага — 27 января 1996, там же) — чешский и чехословацкий политик, общественный деятель, первая леди Чехословакии (29 декабря 1989 — 20 июля 1992) и Чехии (2 февраля 1993 — 27 января 1996), жена президента Чехии Вацлава Гавела.

## Биография
Родилась в рабочей семье. Училась и работала на фабриках Батя. Увлекалась театром, посещала курсы актёрского мастерства.
Была продавщицей, складским рабочим и бухгалтером. В 1956 году познакомилась с Вацлавом Гавелом
В 1961—1967 годах работала ведущей в театре «Divadlo Na Zábradlí», где в то время также работал её будущий муж. Вышла за него замуж в 1964 году. Брак остался бездетным, потому что она не могла иметь детей. Вацлав Гавел не скрывал, что, несмотря на различие личностей и семейного окружения, несмотря на обычные жизненные проблемы и кризисы, Ольга очень много значила для него. Гавел оценил, как быстро эта, казалось бы, обычная молодая женщина сориентировалась в интеллектуальной среде Праги рубежа 1950-х и 1960-х годов, что она была внимательной первой читательницей и критиком его эссе и драматических произведений, весьма действенной опорой и соратницей в трудные годы Хартии 77 и надежным другом на всю жизнь. Ольга Гавлова всегда оказывала значительную поддержку своему мужу, поддерживая его во всех диссидентских мероприятиях и сама участвуя в них. 
Гавлова была адресатом глубоких, философски и экзистенциально настроенных писем, отправленных Вацлавом Гавелом из тюрьмы в 1979–1983 годах. Некоторые из них были адресованы не только ей, но и кругу философски настроенных друзей, с которыми он через письма продумывал разные вещи. «Письма к Ольге», собрание этих писем, — одна из самых важных книг Вацлава Гавела, впервые опубликованная в 1983 году.
С 1979 года участвовала в издании самиздатского журнала Expedice, была соучредителем Комитета защиты незаконно преследуемых (VONS, Výbor na obranu nespravedlivě stíhaných). В 1986—1989 годах была членом редколлегии журнала «О Divadlе», в 1987—1989 годах сотрудничала с кинообъединением «Originální videojournal».
Руководила благотворительными организациями Výbor dobré vůle (с 1990) и Nadace Olgy Havlové (с 1992), поддерживающих людей с ограниченными возможностями. 
В 1991 году норвежский фонд Stiftelsen Arets Budeie присвоил ей титул «Женщина года». В том же году она была награждена медалью и стала «Женщиной года» (1995) Чехии.
Умерла в 1996 году после продолжительной и тяжелой болезни. Похоронена в фамильной усыпальнице Гавелов на кладбище Винограды в Праге.

## Награды
- Орден Томаша Гаррига Масарика 1 степени (1997)[9] (за выдающиеся заслуги перед демократией и правами человека)
- Почётная гражданка Праги